# Maria Carme Roca i Costa

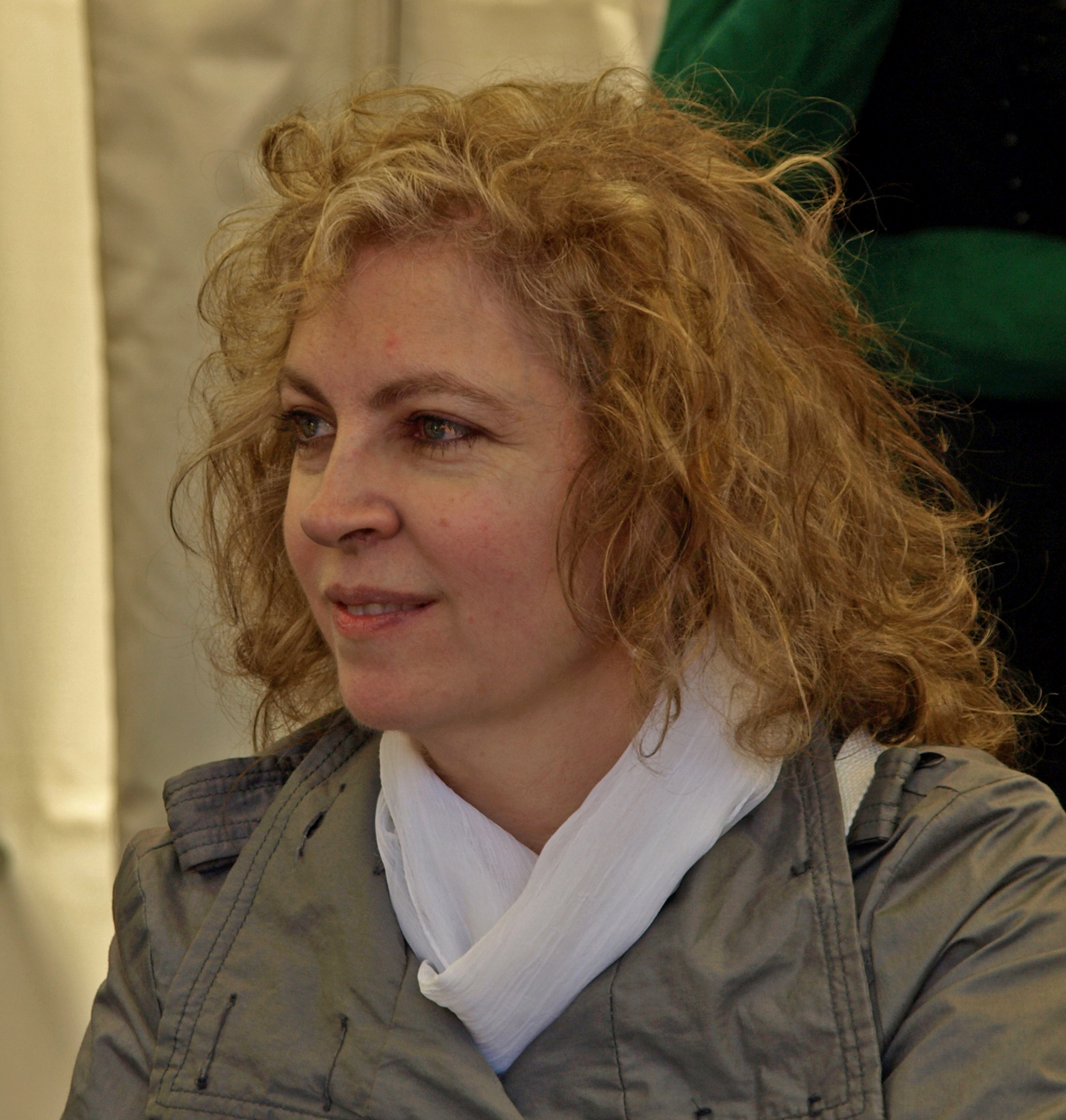
Carme Roca durante la presentación de su libro La Ciutat Oblidada en 2008.

Maria Carme Roca i Costa (Barcelona, 21 de noviembre de 1955) es una escritora española licenciada en historia y filología catalana. Desde la década de los noventa, Carme Roca ha escrito más de 40 obras, la mayor parte de las cuales dirigidas al público infantil y juvenil. La escritora ha recibido varios premios, destacando el Premio Néstor Luján de novela histórica para la obra "Intrigues de palau" en 2006. También ha colaborado en la elaboración de varios guiones de ficción para la emisora catalana Ràdio Estel.

## Obras
- 2008, La Ciutat Oblidada (Columna Jove).
- 2006, Intrigas de palacio (Ediciones Martínez Roca).
- 2004, El Pont de Fusta.
- 1997, El Darrer Buit.

### Juvenil e infantil
- 2013, Dedica'm un poema encara que sigui teu
- 2017, Selfies al cementiri
- 2010, Qui es el de la foto?
- 2007, No hi ha petons per als fantasmes.
- 2007, La Reina de Gizeh.
- 2006, Tambors de vidre.
- 2006, Un Drac Amb Massa Fums.
- 2005, Akanuu, l'arquer persa
- 2005, Estripar la teranyina.
- 2005, Kamira.rom.
- 2005, Pedra Foguera.
- 2004, On s'amaga la por.
- 2004, Les Formigues s'han refredat.
- 2004, La temuda petjada de Kali.
- 2003, De pel·lícula.
- 2003, Ada i Valeri, una nena i un bacteri.
- 2007, El faedor de mentides.
- 2002, Ermengol el Salat.
- 2002, Nits de celobert.
- 2001, Amb ulls de guácharo.
- 2001, Port Aventura té... Àngel.
- 2000, Foc al Cor.
- 1999, Els llibres també s'equivoquen?
- 1998, Sis Contes Revoltats.
- 1997, Qui és el penjat?.
- 1997, Una Setmana Plena de Boires.
- 2012, Com una fotocòpia.

## Guiones
Carme Roca colaboró en la elaboración de varios guiones de ficción dirigidos al público infantil en 1998 conjuntamente con Grup Vetakika para su narración en la emisora Ràdio Estel. 
- El rei i les castanyes.
- El minairó mandrós.
- El petit Pixy.
- Una fada entremaliada.
- La revolta d'un nen molt maco.
- Un tió entremaliat.

## Premios
- 2016, Premio Barcanova de Literatura Infantil y Juvenil.
- 2006, Premio Néstor Luján de novela histórica
- 2005, Premio Barcanova de Literatura Infantil y Juvenil.
- 2002, Premio "Lola Anglada" de Tiana.
- 1997, Premio Literario DON-NA.